# بروس إيميس
بروس ناثان إيميس (بالإنجليزية: Bruce Nathan Ames)‏ (ولد في 16ديسمبر، 1928) هو عالم أمريكي في الكيمياء الحيوية. وأستاذ متقاعد في العلوم الأحياء الجزيئية والكيمياء الحيوية في جامعة جامعة كاليفورنيا (بركلي)، وباحث رائد في مركز ومستشفى الأطفال أوكلاند للأبحاث. ومخترع اختبار أميس وهو نظام سهل ورخيص لاختبار الطفرية في المركبات.

## وصلات إضافية
- الموقع الرسمي